# Ginecología

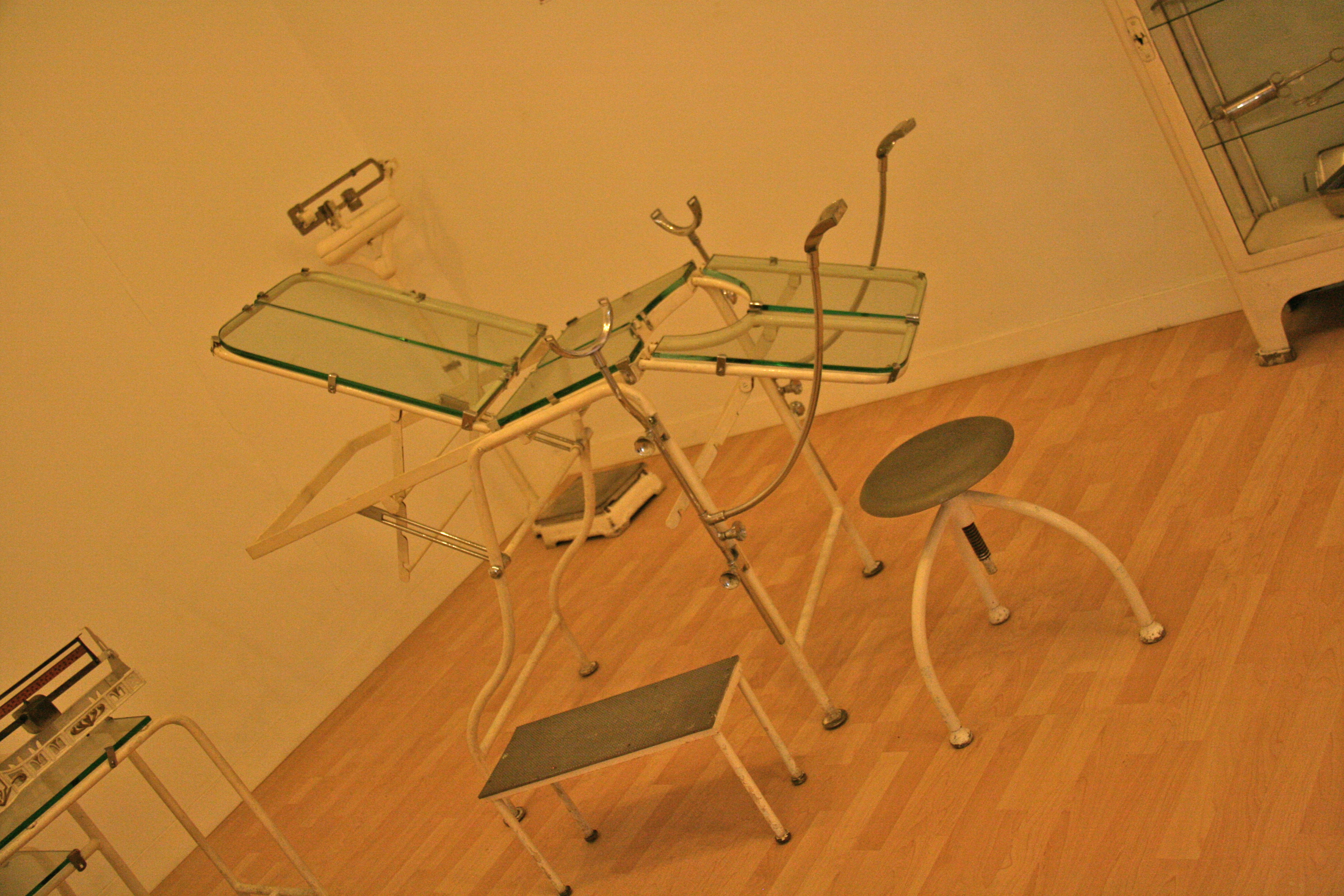
Potro ginecológico de comienzos del siglo XX

Ginecología (del griego γυναίκα gynaika "mujer") significa literalmente ciencia de la mujer y, en medicina, hace referencia a la especialidad médica y quirúrgica que estudia el sistema reproductor femenino (útero, vagina y ovarios).

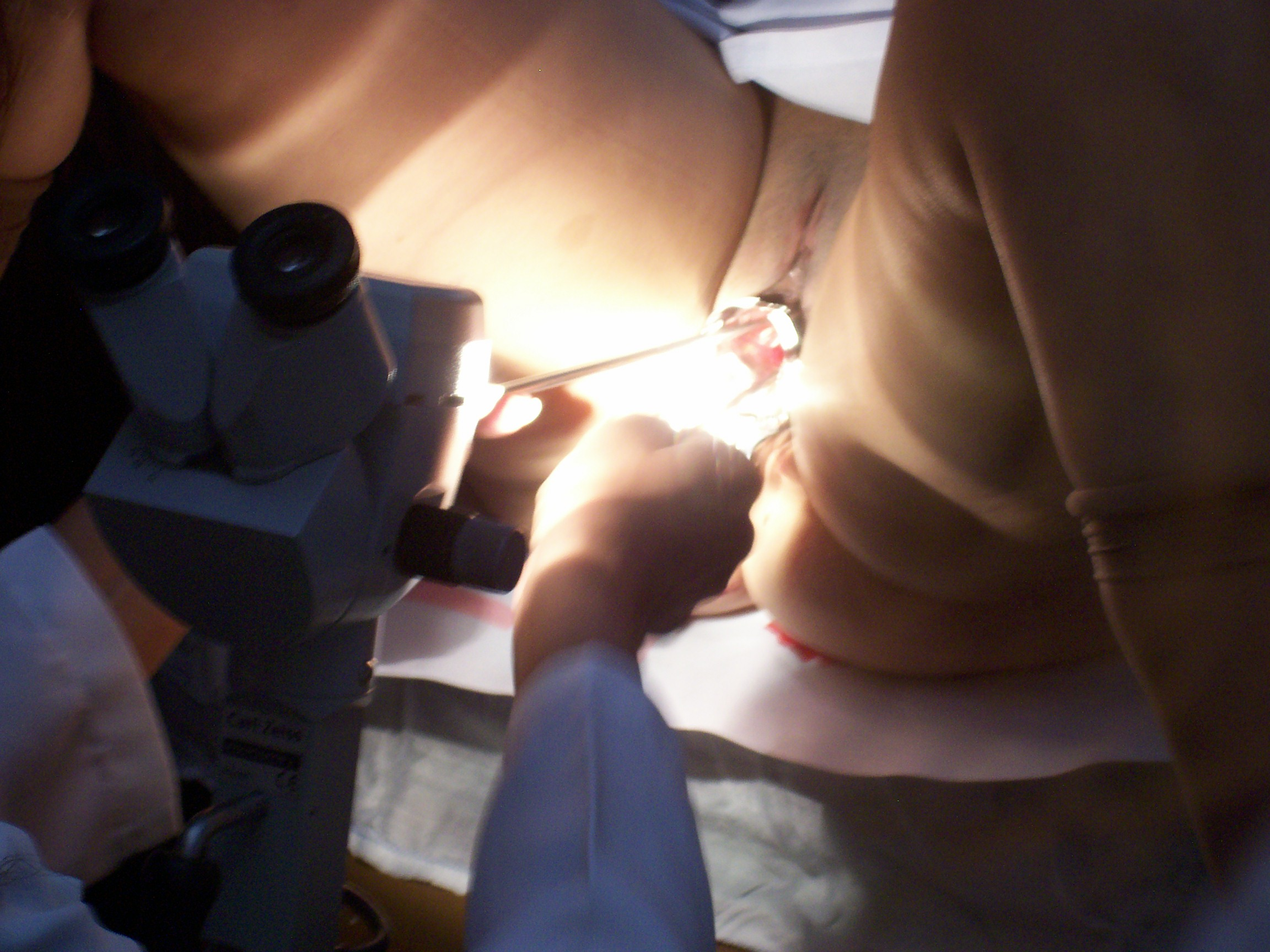
Examen ginecológico ayudado por un espéculo y dirigido con un colposcopio.

Además existe la especialidad de obstetricia, que se encarga del embarazo, el parto y el puerperio, a tal punto que casi todos los ginecólogos modernos son también médicos obstetras.

## Historia
El papiro ginecológico de Lahun es el texto médico más antiguo conocido (fechado aproximadamente en 1800 a. C.), que trata sobre afecciones femeninas - enfermedades ginecológicas, fertilidad, embarazo, anticoncepción, entre otros. Este texto se divide en treinta y cuatro secciones, cada una aborda un problema específico junto con el diagnóstico y su tratamiento, sin sugerir ningún pronóstico.
Ninguno de los tratamientos es quirúrgico, tan sólo incluyen el empleo de medicinas sobre la parte del cuerpo afectada o su ingesta. La matriz es, en ocasiones, tratada como fuente de los padecimientos que se manifiestan en otras partes del cuerpo.

## Pruebas y exámenes
Como ocurre en el resto del ejercicio de la medicina, las herramientas principales para el diagnóstico ginecológico son el historial clínico y el examen físico. Sin embargo, existen otros tratamientos:
- Laparoscopia ginecológica: Mediante este tratamiento se realizan incisiones en el abdomen de las pacientes, para acceder a los órganos reproductores y poder intervenir sobre ellos.
- Histerectomía: En esta cirugía se extirpa el útero de forma total o parcial. Esto se puede realizar para tratar enfermedades como el cáncer de útero, endometriosis o prolapsos uterinos. Incluso también pueden extirparse en el mismo procedimiento los ovarios o las trompas de falopio.
- Cirugía del suelo pélvico: Este tratamiento se centra en aquellas mujeres que padecen de incontinencia urinaria o prolapso genital.
- Examen ginecológico: Es aquel que incluye la inspección y tactacion del tracto genital inferiror (vulva, vagina y cuello uterino) y examen de la glándula mamaria. Requiere también, de instrumentos específicos, como el espéculo, que permite retraer los tejidos vaginales para explorar el cuello uterino y el colposcopio que permite ver en detalle el tracto genital inferior. Es habitual el personal médico especializado tome una muestra para la prueba de papanicolau (PAP) que es el principal método de prevención del cáncer de cuello uterino.[1]

## Campo de actuación
Las personas ginecólogas son especialistas en el diagnóstico y tratamiento de síntomas asociados a enfermedades tales como:
- Cáncer y enfermedades pre-cancerosas de los órganos reproductivos
- Incontinencia urinaria
- Amenorrea
- Dismenorrea
- Infertilidad
- Síndrome de ovario poliquístico
- SUA (sangrado uterino anormal)
- Prolapso de órganos pélvicos
- Anticoncepción femenina
- Enfermedades de transmisión sexual y otras enfermedades infecciosas del aparato reproductor femenino
- Mastalgia
- Derrame por pezón
- Bultos y asimetrías mamarias

## Violencia ginecológica
La violencia ginecológica son aquellas prácticas llevadas a cabo por el personal de salud, en el marco de la atención ginecológica y que naturalizan una relación de subordinación entre personal médico y pacientes. Además de ocultar o denegar información, comprende, aquellas acciones directas de violencia psicológica o física dirigidas al cuerpo de las pacientes, sean comentarios o acciones impertinentes con respecto al cuerpo, medicalización excesiva, uso de procedimientos intencionalmente dolorosos, cualquier forma de abuso y violencia sexual; por ejemplo obligar a desvestirse sin relación con el motivo de consulta, tocar indebidamente el cuerpo o genitales, abuso sexual, violación, entre otros.